# King Kong
King Kong è un mostro cinematografico dall'aspetto di un gorilla gigante, e il protagonista di una serie di numerosi film, originario dell'isola leggendaria nota come Isola del Teschio (Skull Island). Nel film originale del 1933, il suo nome è Kong: il prenome King (re, sovrano) venne poi aggiunto in suo onore. È anche definito "l'ottava meraviglia del mondo", tanto che uno dei titoli proposti per la pellicola del 1933 fu The Eighth Wonder. Nel film remake del 2005, King Kong viene definito come l'ultimo esemplare di una gigantesca specie di primate, nota come Megaprimatus Kong; nel MonsterVerse è invece l'ultimo esemplare di Titanus Kong. 
Il personaggio è considerato una delle icone cinematografiche più famose al mondo, e i suoi film hanno dato origine a numerosi seguiti, imitazioni, parodie, libri, e anche un musical. Il suo ruolo varia nelle numerose apparizioni, portandolo da una belva furiosa a un tragico antieroe.
È inoltre considerato il primo kaiju nella storia del cinema.

## Biografia del personaggio

### RKO (1933)

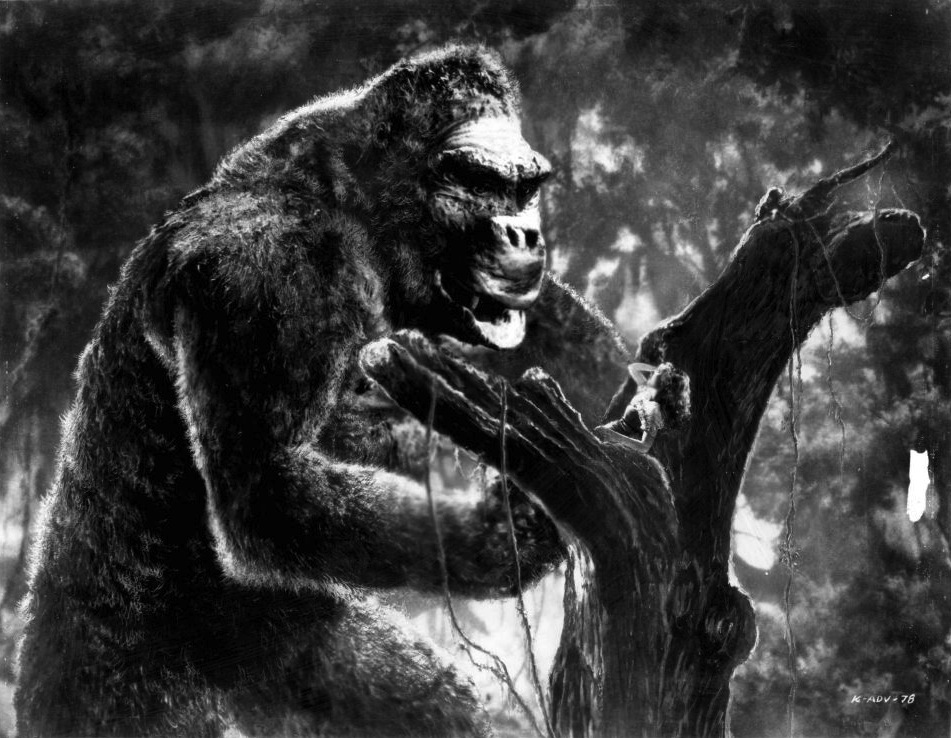
Foto promozionale per il primo film, con Kong e Fay Wray nei panni di Ann Darrow

Nella sua prima apparizione, Kong è un'enorme scimmia bipede, appartenente a una misteriosa specie nativa dell'Isola del Teschio, e viene venerato come un dio dagli indigeni. Quando una compagnia cinematografica diretta da Carl Denham arriva sull'Isola del Teschio, nel 1933, Kong si innamora di Ann Darrow, giovane attrice bionda, che i nativi gli offrono in sacrificio e la porta con sé all'interno dell'isola per tentare di avverare il suo sogno: avere una compagna con sé per placare la sua eterna solitudine. Il rapporto tra i due inizialmente è molto complicato e lei tenta di scappare, ma verrà salvata dal gorilla che impedisce ai mostri dell'isola di ucciderla (cosa che renderà King Kong una figura positiva ed eroica). Tuttavia l'enorme bestia viene catturata dalla troupe cinematografica per essere usata come attrazione dopo che Ann viene salvata da Jack Driscoll. Arrivato quindi negli Stati Uniti ed esposto come un animale da circo a New York, Kong riesce però a liberarsi e semina il panico in tutta la città: egli cerca infatti Ann. Una volta trovata, l'istinto lo porta a salire sull'Empire State Building, unico posto in cui secondo lui, egli ed Ann saranno salvi, in quanto gli ricorda la montagna dell'isola su cui viveva. Ma non ha fatto i conti con la tecnica umana e alla vista dei biplani, il gorilla mette giù Ann per evitare che possa morire mitragliata nella battaglia, affrontando i biplani che subiscono anche delle sconfitte poiché Kong riesce a sconfiggerne alcuni abbattendoli (nel film del '33 ne abbatte uno soltanto, nel primo remake abbatte due elicotteri, in quello del 2005 ne abbatte tre e nel reboot del 2017 abbatte addirittura dodici elicotteri). Ma nonostante gli sforzi del gorilla per resistere, King Kong soccombe e precipita giù al suolo. Davanti al suo corpo ormai senza vita, la stampa attribuisce la vittoria ai biplani, ma Carl Denham controbatterà con questa frase:
Sicuramente Kong aveva già avuto una compagna della sua specie, in quanto possiede un figlio, Kiko, protagonista del film Il figlio di King Kong (in realtà nel film non è confermato ufficialmente se è suo figlio, ma è solo una supposizione dei protagonisti). È quasi identico al padre, se non per il colore bianco, probabilmente perché è albino, e la giovane età. Salvato da Carl prima di affondare in alcune sabbie mobili, Kiko si mostrerà un gorilla molto affettuoso, ingenuo e curioso, difendendo il gruppo da un gigantesco orso delle caverne e un Nothosaurus simile ad un drago. L'isola viene però colpita da un tremendo nubifragio, causandone l'affondamento. Kiko rimane col piede incastrato in cima alla montagna del padre, e salverà Carl tenendolo in superficie, finché il gruppo non lo preleva con la barca di salvataggio, mentre l'isola e i suoi abitanti, Kiko compreso, scompare nell'oceano, causando l'estinzione completa della specie di Kong.

### Paramount (1976 e 1986)
Nel remake del 1976, l'ambientazione cambia dagli anni trenta agli anni settanta. Carl Denham prende il nome di Fred Wilson ed è il capo di una compagnia petrolifera, intenta a trovare l'Isola del Teschio per prelevare i suoi presunti giacimenti di petrolio. Qui Jack è un archeologo imbarcatosi clandestinamente sulla sua nave, e Ann Darrow, chiamata in questa occasione Dwan, viene trovata come unica sopravvissuta di un naufragio. Tra Dwan e Jack nasce della tenera amicizia mentre la nave approda sull'isola. Essa è però abitata da indigeni ostili che necessitano di una donna per dei loro misteriosi riti così una notte rapiscono Dwan, e la offrono al loro dio, Kong. Dwan è molto spaventata, ma una volta soli, il gorilla si mostra affettuoso e premuroso; Dwan comincerà a ricredersi sull'animale e ad accorgersi che lui vuole solo avere qualcuno accanto a lui per placare la sua solitudine, cominciando anche lei ad amare la creatura. Jack parte con altri marinai alla ricerca di Dwan, ma Kong, pur di difendere lei uccide parte della spedizione. Successivamente Kong affronta un enorme serpente che ha tentato di attaccare Dwan, e durante lo scontro arriva Jack che riesce a fuggire con la ragazza. Kong li insegue inferocito, ma Fred lo attira in una trappola per essere narcotizzato e trasportato negli Stati Uniti (vuole farne la mascotte della società dopo aver appreso dai petrografi che il petrolio sull'isola non è sfruttabile). Durante la prima newyorchese dello spettacolo farsesco, che lo dovrebbe vedere protagonista, Kong si libera dalla gabbia in cui è tenuto prigioniero causando caos e morte nella metropoli, uccidendo tra gli altri lo stesso Fred. Jack e Dwan fuggono in una New York militarizzata e deserta ma Kong riesce a trovare la ragazza recandola con sé sulla cima delle Torri Gemelle, in quanto gli ricordano l'aspetto allucinante del suo habitat naturale. Jack concorda con le autorità per la cattura dell'animale vivo con delle grosse reti ma queste optano per l'abbattimento con le mitragliatrici degli elicotteri SH3. Kong si difende arrecando perdite ma nonostante gli sforzi di Dwan per salvarlo, erigendosi a scudo umano, l'animale soccombe e precipita giù.
Nel film King Kong 2, sequel del remake del 1976, dopo dieci anni da quando King Kong è stato abbattuto, si scopre che è ancora vivo, in coma in un ospedale della Georgia. L'esploratore Hank Mitchell, durante una sua caccia nel Borneo, trova un esemplare femmina della stessa specie di Kong, denominata appunto Lady Kong, e questa viene portata in Georgia per fornire il sangue e utilizzarlo per l'operazione, che consiste nel trasferire a Kong un cuore di plastica. L'operazione ha buon termine, però la gorilla viene imprigionata, e Kong, ormai innamorato, la libera e i due scappano sui monti. L'esercito però gli sta alle calcagna, e Kong farà di tutto per proteggere la "sposa" e dopo essersela veduta più volte coi militari intenti a farlo fuori, tenterà nuovamente di proteggere Lady Kong. Ormai ad uno stato agonizzante, Kong viene abbattuto e cade su una stalla, non prima di riuscire a mantenersi in vita, e con tutta la sua forza, uccide il capo dell'operazione schiacciandolo con un pugno. Kong muore, ma felice, in quanto il frutto dell'amore tra lui e Lady Kong gli ha fatto avere un figlio, riportato in Borneo con la madre.

### Universal (2005)

King Kong (Andy Serkis) nel film del 2005

Nella versione del 2005 di Peter Jackson, a differenza delle precedenti incarnazioni, Kong assume maggiormente un aspetto e comportamento da gorilla, presentando la camminata sulle nocche in posizione clinograda, sporadica postura eretta, e la schiena da Silverback. Qui, Kong è l'ultimo esemplare della sua specie, battezzata da Jackson "Megaprimatus Kong", discendente del Gigantopiteco.
Anche in questa versione Kong, creatura affettuosa e premurosa, è determinato a proteggere Ann, salvandola da ben tre Vastatosaurus rex (i più forti predatori dell'isola) che la volevano divorare. Quando di sera Jack raggiunge la tana del gorilla e ritrova Ann, che viene liberata mentre Kong combatte contro un branco di Terapusmordax (dei pipistrelli giganti), un furibondo Kong li insegue e riesce a penetrare il muro indigeno, ma Carl ha fatto posizionare una trappola cosicché anche Kong viene legato a terra ma, vedendo Ann trascinata via da Jack, si libera e inizia a inseguirli uccidendo dei marinai. Infine Carl riesce a tendergli un ultimo tranello e gli scaraventa in faccia una bottiglia di cloroformio, addormentandolo. Tornati a New York, con dura opposizione di Ann (la quale non tollera che a Kong venga fatto del male), Carl presenta il gigantesco gorilla a Broadway durante il periodo natalizio denominandolo "l'ottava meraviglia del mondo". Infuriato dai flash delle macchine fotografiche, Kong si libera dalle sue catene e inizia a sgominare ogni cosa che incontra nel suo cammino. Il gigantesco gorilla focalizza Jack (in quanto ha capito che lui è il suo rivale per Ann) e lo insegue per le strade della metropoli, seminando panico e distruzione. Si ferma quando Ann lo raggiunge e si lascia portare con lui. Quando vengono improvvisamente interrotti dal fuoco dell'esercito americano, Kong si arrampica sull'Empire State Building, che gli ricorda la montagna su cui lui abitava sull'isola, dove si scontra con i biplani dell'esercito. Nonostante riesca ad abbatterne alcuni, salvando anche Ann che stava per cadere nel vuoto, Kong alla fine deve soccombere e dopo aver guardato per l'ultima volta la sua Ann, si lascia cadere nel vuoto, sotto lo sguardo addolorato della ragazza.
Nel videogioco omonimo del film, è presente un lieto fine alternativo alla vicenda nella quale Jack, a bordo del biplano di Englehorn, difende Kong dagli aerei e permette al gorilla di fuggire per poi servirsi della Venture per riportarlo alla sua isola.

#### Origini

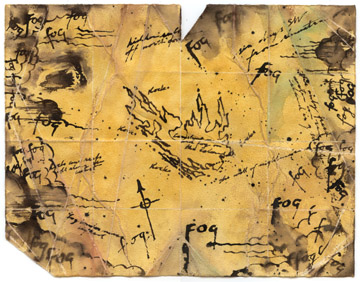
Mappa dell'immaginaria Isola del Teschio, usata per il film del 2005

Mentre nei film precedenti non veniva data nessuna spiegazione su quale fosse la specie a cui Kong apparteneva, né come avessero, di fatto, potuto delle creature preistoriche sopravvivere all'estinzione, la versione di King Kong di Peter Jackson propone una spiegazione più o meno verosimile, approfondita nel falso documentario Skull Island: A Natural History (presente nei contenuti speciali della versione "Collector's Edition" in DVD) e nel libro The World of Kong: A Natural History of Skull Island. Secondo Jackson, l'Isola del Teschio (che in origine era molto più grande) si distaccò dal subcontinente indiano milioni di anni fa e, a causa della sua posizione particolare nei mari dell'Indonesia, non solo non subì eccessivamente l'impatto del meteorite che estinse i dinosauri, ma i vulcani sotterranei mantennero la temperatura sufficientemente alta da permettere ai dinosauri che la abitavano di sopravvivere e non morire di freddo per la nube di polvere che coprì l'atmosfera uccidendo i dinosauri superstiti (essendo animali a sangue freddo i dinosauri hanno bisogno di essere costantemente scaldati dal sole). Quanto a Kong, la sua specie discende dal Gigantopiteco, animale comparso milioni di anni più tardi e, infatti, non originario dell'Isola. Il Gigantopiteco arrivò sull'Isola del Teschio insieme agli uomini primitivi che abitano l'Isola. Esse, infatti, veneravano i Gigantopitechi come dei e ne tenevano diversi in cattività per venerarli (come gli antichi Egizi con i babbuini). Gli uomini tentarono di insediarsi sull'Isola ma vennero presto sopraffatti dai dinosauri e i pochi sopravvissuti furono costretti a ritirarsi sulla costa. I Gigantopitechi fuggirono nella giungla dove, per sopravvivere, dovettero adattarsi dando origine alla specie del Megaprimatus Kong. Secondo gli esperti, il Gigantopiteco era strettamente imparentato con l'orangotango piuttosto che con il gorilla quindi la morfologia del Megaprimatus Kong identica al grande primate africano dev'essere una conseguenza dell'adattamento all'ambiente dell'Isola.
Gli esemplari della specie di Kong un tempo dominavano l'isola ed erano i signori incontrastati del loro mondo, ma a causa della predazione dei carnivori (primo fra tutti il Vastatosaurus rex), dovuta allo sprofondamento naturale dell'isola (che costrinse gli animali, trovandosi in uno spazio ristretto, ad aumentare la loro aggressività e ad adattarsi al nuovo ambiente, uccidendo gli animali più deboli), la specie non riuscì a competere con i predatori e reggere i disastri naturali dell'isola, e il loro numero si ridusse spaventosamente, tanto che alla fine di tutti gli esemplari ne rimase solo uno, che è appunto Kong. Probabilmente Kong, a differenza degli altri suoi simili, è l'esemplare perfetto della sua specie, il che spiegherebbe il perché sia stato l'unico Megaprimatus Kong abbastanza forte da riuscire ad adattarsi alle nuove condizioni del suo habitat e quindi a sopravvivere sull'Isola del Teschio; inoltre possiede una forza straordinaria, una caratteristica apparentemente non comune per gli altri Megaprimatus Kong, che lo rende in grado di sconfiggere facilmente gli altri predatori (nel film del 2005 uccise ben tre V-rex che sono i discendenti del T-rex e quindi molto più forti) e ciò lo rende uno degli animali terrestri più forti. Fin dalla scomparsa dei suoi simili, Kong ha vissuto una vita molto triste, solitaria e brutale, lottando ogni giorno per la sua sopravvivenza, ritrovandosi ora a dover contare solo su sé stesso. A causa della sua ferocia, dovuta alla scomparsa della sua specie, e della sua leggendaria potenza diventa in breve tempo l'essere più temuto dell'intera isola da molti dinosauri (tranne i V-rex) e specialmente dai nativi, i quali gli offrono periodicamente una donna in sacrificio per placarne la solitudine. In genere però le donne non sopravvivono a lungo perché oppongono troppa resistenza o forse il gorilla non le trova sufficienti a placare il suo dolore e finisce spesso per ucciderle; questo fino all'arrivo di Ann Darrow sull'isola. Tuttavia non è chiaro se fosse stato Kong a uccidere le donne offertegli in sacrificio o se semplicemente le abbandonasse a se stesse sull'Isola dove finivano divorate dalle belve.

### Legendary Pictures: ilMonsterVerse(2017-2024)
La versione del 2017, Kong: Skull Island, presenta il più grande Kong visto in un film americano: è alto 31,7 metri (104 piedi), più delle versioni americane ma meno di quella giapponese (alta 45 m). Non è propriamente un gorilla: assomiglia ad un primate generico con la capacità di camminare bipede; il regista Jordan Vogt-Roberts ha specificato che il design prende molti elementi dal Kong originale del 1933. Nel film viene detto che la specie di Kong, denominata Titanus Kong, è nativa dell'Isola del Teschio ed era la specie dominante di quel luogo. La specie di Kong era venerata come delle divinità dagli Iwi, tribù di indigeni locali presumibilmente di origine sud-est asiatica, poiché era l'unica in grado di competere con i superpredatori dell'isola, gli Strisciateschi (enormi creature rettiloidi a due zampe, striscianti e scavatrici), che senza di loro avrebbero proliferato senza controllo. Tuttavia alla fine la specie di Kong venne sterminata dagli Strisciateschi, e gli stessi genitori di Kong vennero uccisi da uno Strisciateschi Alpha, un esemplare più grande degli altri.
Nella timeline del film viene detto che Kong è l'ultimo sopravvissuto della sua specie e che, nonostante la sua mole, sta ancora crescendo. Quando la spedizione della Monarch arriva sull'isola e sgancia delle bombe per tracciare una mappa dell'isola, Kong li attacca distruggendo tutti gli elicotteri e uccidendo molti uomini. Tuttavia viene spiegato che Kong ha attaccato gli elicotteri solo per difendere il territorio ed evitare che le bombe risvegliassero lo Strisciateschi Alpha. Durante il film il tenente colonnello Preston Packard, volendo vendicare la morte dei suoi uomini, decide di uccidere Kong, pur sapendo della sua importanza sull'isola. Così lo attira in una trappola e, tramite un incendio, riesce a tramortirlo. Mentre Kong è incosciente il colonnello fa piazzare delle cariche esplosive per finire l'animale ma il gruppo di superstiti, guidati da Conrad, ferma Packard prima che uccida Kong. Tuttavia, durante la situazione di stallo, il gruppo è improvvisamente colto di sorpresa dal risveglio dello Strisciateschi alpha, soprannominato "Ramarak". Packard rimane indietro mentre gli altri fuggono e tenta di uccidere Kong ma quest'ultimo lo schiaccia prima che possa innescare le cariche. Kong, ferito, è sopraffatto dallo Strisciateschi Apha che insegue i sopravvissuti nella loro corsa verso la riva. Ripresosi, Kong torna a salvarli ingaggiando un terribile scontro con lo Strisciateschi Apha che tuttavia sembra avere la meglio. Il gruppo di superstiti cerca di distrarre il mostro per aiutare Kong il quale, nel frattempo, riesce a rialzarsi e, frustandolo con le catene, apparentemente lo uccide, colpendolo con un vecchio rotore di barca. Durante la battaglia, la giornalista Weaver viene violentemente gettata nel fiume, ma viene salvata da Kong. Approfittando della distrazione, Ramarak sorprende alle spalle il gorilla e cerca di divorare Weaver, avvolgendogli il braccio con la lingua. Ma Kong, deciso a salvare l'umana, immobilizza e finisce Ramarak, strappandogli letteralmente le viscere dalla bocca, salvando Weaver e vendicando la morte dei suoi genitori. Finita la battaglia, gli uomini sopravvissuti lasciano finalmente l'isola vedendo gli elicotteri da soccorso, mentre Kong li osserva da lontano, ruggendo.
Il personaggio viene menzionato in Godzilla II - King of the Monsters (2019) e, durante i titoli di coda, si vedono delle pitture rupestri che ritraggono uno scontro tra lui e Godzilla.
In Godzilla vs. Kong (2021), Kong, ora cresciuto e alto 335 piedi (circa 102 metri), è tenuto sotto osservazione dalla Monarch sull'isola del Teschio tramite un'enorme cupola tecnologica, con a capo l'antropologa Ilene Andrews. Kong ha sviluppato un forte legame con Jia, una bambina sorda e nativa Iwi dell'isola, che comunica con Kong tramite la lingua dei segni. Il geologo Nathan Lind, su reclutamento di Walter Simmons, capo della società tecnologica Apex, e del suo ingegnere Ren Serizawa, contatta Ilene per permettere a Kong di lasciare l'isola e portarlo all'interno della Terra Cava, dove ebbero origine tutti i Titani, il cui ingresso è in una base Monarch in Antartide; scopo della missione è trovare una misteriosa fonte d'energia in tale luogo, dove Kong possa fare da guida e trovare una nuova casa. Il gorilla viene così sedato e incatenato su una nave della Marina statunitense. Durante il viaggio, tuttavia, Godzilla percepisce la presenza di Kong come quella di un titano rivale nel suo territorio e attacca la nave. Dopo uno scontro nel mare e sulle navi, Kong viene messo al tappeto, e Godzilla si ritira credendolo morto. Per non attirare nuovamente l'attenzione di Godzilla, Kong viene trasportato fino in Antartide da numerosi elicotteri, per poi recarsi nella Terra Cava sotto indicazione di Jia. Nell'ecosistema sotterraneo, Kong e i membri della spedizione trovano un antico tempio dedicato alla specie di Kong, insieme ad una grande ascia ricavata da una placca dorsale di Godzilla e in grado di caricarsi della sua energia. Tornati in superficie, Kong e Godzilla iniziano una battaglia ad Hong Kong. Nonostante un'iniziale situazione di equilibrio, alla fine è Godzilla a sovrastare Kong, che perde conoscenza. Nel frattempo, nella base Monarch di Hong Kong, la fonte di energia rinvenuta nella Terra Cava viene usata per potenziare MechaGodzilla, gigantesco robot con le sembianze di Godzilla costruito sotto gli ordini di Simmons, convinto che i titani siano una minaccia e vadano sterminati, e progettata da Serizawa, che lo controlla telepaticamente tramite un collegamento neurale sviluppato dal sistema nervoso di una testa di Ghidorah (rinvenuta dopo gli eventi di Godzilla II - King of the Monsters). Tuttavia, a causa dell'instabilità dell'energia, la coscienza di King Ghidorah prende il controllo del robot e scappa dalla struttura, scontrandosi con Godzilla. Kong, rianimato grazie a Nathan, viene convinto da Jia che Godzilla non è il nemico, e così il gorilla aiuta il sauro atomico ad affrontare MechaGodzilla; durante lo scontro, Godzilla carica col suo fiato atomico l'ascia di Kong, con cui quest'ultimo riesce a distruggere il robot. Dopo lo scontro, Godzilla e Kong si scambiano uno sguardo, e il gorilla lascia cadere l'ascia in segno di pace verso il sauro, che si immerge nelle profondità degli abissi. Poco tempo dopo, la Monarch ha stabilito un nuovo avamposto nella Terra Cava, ora casa di Kong.
Nel 2024 il personaggio appare in un cameo nel finale di stagione della serie televisiva Monarch: Legacy of Monsters. La serie funge inoltre da collegamento al film che lo vede nuovamente coprotagonista in Godzilla e Kong - Il nuovo impero (2024).

## Caratterizzazione
Nel film originale, Kong appare come una scimmia bipede dai tratti antropomorfi, con un comportamento più mostruoso che umano. Nelle versioni successive, a cominciare dalla versione del 1976, invece comincia a sorgere qualcosa di umano nell'animale, trasformandolo da una bestia furiosa ad un tragico antieroe.
Nel film del 2005 il personaggio ha assunto aspetto e comportamento di un normale gorilla (seppur gigantesco e dotato di incredibile forza fisica). Infatti presenta la tipica grande pancia da erbivoro, la camminata sulle nocche, la sporadica postura eretta, la schiena da Silverback e l'abitudine di battersi il petto con le mani aperte, proprio come un vero gorilla. Non a caso, Andy Serkis (l’attore che interpreta Kong) fece un viaggio in Africa per osservare e studiare i comportamenti dei gorilla selvatici per la realizzazione del film. Kong appare come un animale piuttosto vecchio con la pelliccia brizzolata, e con segni di battaglia consistenti in cicatrici, ferite, e una mascella storta a causa delle sue numerose lotte contro le creature rivali. Egli è l'essere dominante dell'isola, il re del suo mondo. Come i suoi predecessori (e come tutte le scimmie antropomorfe), egli possiede una notevole intelligenza e una grande forza fisica, nonché una notevole resistenza fisica (infatti resisteva, seppur con evidente dolore, ai morsi dei V-rex e ai proiettili dei biplani, grazie alle braccia possenti con cui parava i colpi delle pallottole) e appare anche molto più agile e scattante di un normale gorilla. In questa versione, Kong è alto 7 metri quando cammina a quattro zampe, raggiungendo i 10 metri in posizione eretta.
Peter Jackson descrive così il suo personaggio centrale, svelando ciò che si conosce della sua storia inedita nel film: 
Tale descrizione rende il personaggio molto più umano e dotato di sentimenti molto profondi, rispetto agli altri film precedenti.
Sulla base delle abitudini di altre scimmie, si può presumere che la specie di Kong viveva in piccoli gruppi familiari, con le femmine e i loro piccoli, custoditi dai maschi molto più grandi e più forti che avrebbero garantito la sicurezza del gruppo. Avrebbero vissuto in particolare nelle zone dove il cibo era abbondante, avventurandosi giù dalle alture ed entrando nella giungla, per alimentarsi della vasta gamma di piante lussureggianti. Si può notare che nella grotta dove Kong vive sono presenti gli scheletri di altri primati enormi, senza dubbio i suoi simili. Si è osservato spesso come, specialmente in cattività, la solitudine e la mancanza di interazione con altri membri della propria specie causa uno stress enorme per i gorilla e gli altri primati che sono per natura animali sociali portati a vivere in gruppi numerosi. Questo significa che Kong soffre terribilmente per la solitudine e questo, unito ai molti pericoli del suo mondo, spiega il suo comportamento aggressivo. È inoltre abbastanza verosimile che Kong cerchi di riparare a questa solitudine cercando la compagnia di umani (Anne Darrow appunto) giacché in assenza di loro simili i primati si accontentano anche di "surrogati" come si può notare osservando casi di gorilla, scimpanzé e oranghi in cattività che hanno stretto amicizia con animali come cani, gatti o appunto con i loro custodi umani.
Nel film originale Kong è carnivoro (od onnivoro) e mangia perfino esseri umani. Nel film del 2005, invece, Kong è erbivoro/fruttivoro proprio come un vero gorilla. Nel film del 2017 torna a nutrirsi di carne, mangiando un calamaro gigante.
Kong assume varie dimensioni:
- Nel film originale del 1933, la sua altezza è incostante, cambiando a seconda delle scene tra 5,48 e 18 m.
- Anche nel remake del 1976 la sua altezza varia tra i 12 e i 16 m.
- Nella versione giapponese Toho, è alto 45 m nel film Il trionfo di King Kong e 20 m nel film King Kong - Il gigante della foresta.
- Nel film del 2005, Kong è alto 7,62 m a quattro zampe e 10 m quando si alza in posizione bipede.
- In Kong: Skull Island è alto 31,7 m.

La mossa più potente e micidiale usata spesso da Kong è la Spaccafauci (così viene chiamata nelle istruzioni del videogioco, in inglese "Jaw-break"), una tecnica efficace e cruenta che consiste nell'afferrare entrambi i lati delle mascelle dell'avversario per aprirle fino a rompergliele. Kong usa molto spesso questa mossa: nel film del '33 contro il tirannosauro e lo pteranodonte, nel film King Kong - Il gigante della foresta di nuovo contro un Gorosaurus, nel film King Kong del 1976 contro un serpente gigante preistorico (probabilmente un Gigantophis). Nel film non ufficiale Super Kong (1976) la usa contro un gigantesco squalo bianco, e infine nel film King Kong del 2005 la usa contro un V-rex per annientarlo definitivamente. È presente anche nel videogioco Peter Jackson's King Kong come mossa finale per sconfiggere i V-rex ed è qui che le viene dato il nome. Non si sa se questa mossa sia stata usata solo da Kong, o se sia tipica anche della sua specie. Tale abilità viene mostrata nello scontro finale contro Ramarak, il patriarca degli strisciateschi mostrato in Kong: Skull Island, tuttavia viene eliminato in maniera differente per differenziare il Kong del MonsterVerse dalle altre versioni.
In diversi film Kong scala vari palazzi tra cui:
- Empire State Building (film del 1933 e remake 2005)
- World Trade Center (remake del 1976)
- Tokyo Tower (King Kong - Il gigante della foresta)

## Concezione e sviluppo

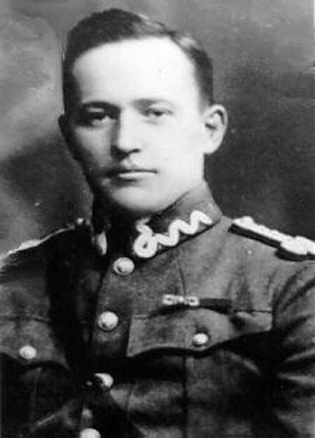
Merian C. Cooper

Il personaggio venne creato da Merian C. Cooper. L'idea gli venne parlando con l'esploratore scientifico del Museo americano di storia naturale W. Douglas Burden, che era rientrato da una piccola isola dell'Estremo Oriente dalla quale aveva portato il più grande rettile vivente mai trovato, il drago di Komodo. Cooper adattò l'idea della spedizione rimpiazzando il rettile con un gorilla. Fece quindi vedere a David O. Selznick un lungometraggio incompiuto, Creation del 1931, dedicato alla vita nell'epoca dei dinosauri e il film Il mondo perduto (The Lost World, 1925), realizzati con la tecnica del passo uno, convincendo il produttore (insieme con Willis H. O'Brien) della bontà del loro progetto. Selznick acconsentì a realizzare una bobina di prova. Quando la bobina fu pronta si riunirono tutti gli azionisti della RKO e assistettero alla scena del rovesciamento del tronco di albero da parte di King Kong. Il regista e il produttore ottennero subito l'autorizzazione a procedere e il film entrò in lavorazione.
Kong fu realizzato attraverso quattro pupazzi articolati animati in passo uno, alti circa 45 centimetri e con uno scheletro di acciaio ricoperto di lattice, gommapiuma e pelliccia di coniglio. Due furono usati per le scene nella giungla, uno per quelle in città, e un altro per la sequenza finale in cui il personaggio cade dall'Empire State Building. I modelli differivano leggermente tra di loro per i lineamenti dei musi, finitura del pelo e la lunghezza delle braccia. I modelli, ideati e costruiti dall'artista messicano Marcel Delgado, venivano fotografati immagine per immagine da Willis O'Brien e dalla sua équipe su dei plastici rappresentanti la giungla e la città di New York, ogni volta in una posizione differente che corrispondeva all'intero ventaglio di un movimento. Esistevano discrepanze fra le versioni che apparvero sullo schermo: la statura di Kong nella giungla era di circa sei metri, mentre a New York era di otto metri, in modo che il corpo spiccasse maggiormente nella scena dell'arrampicata sull'Empire State Building. La tecnica del passo uno era già utilizzata da più di un decennio, ma O'Brien e gli altri tecnici degli effetti speciali hanno saputo miscelarla per la prima volta con altre tecniche, come la proiezione miniaturizzata o la retroproiezione (rear-projections), per mettere gli attori in scene mai viste prima.
Per le riprese in primo piano furono utilizzati numerosi accessori a grandezza naturale, come un busto di Kong costruito in legno, stoffa, gomma e pelli d'orso da Delgado, E.B. Gibson e Fred Reese; al suo interno vi erano leve metalliche, cardini e un compressore d'aria azionati da tre uomini per controllare la bocca e le espressioni facciali del mostro. Le zanne erano lunghe 10 pollici, mentre i bulbi oculari 12 pollici di diametro. Furono anche costruite due versioni della mano destra di Kong, costruite in acciaio e gommapiuma e ricoperte di gomma e pelli d'orso; la prima mano, non articolata, venne montata su una gru ed usata per la scena in cui Kong cerca di acciuffare Jack, mentre la seconda era articolata e venne utilizzata nelle varie scene in cui il gorilla afferra Ann. Con gli stessi materiali delle braccia venne anche costruita una gamba non articolata, utilizzata per le scene in cui Kong calpesta le sue vittime.

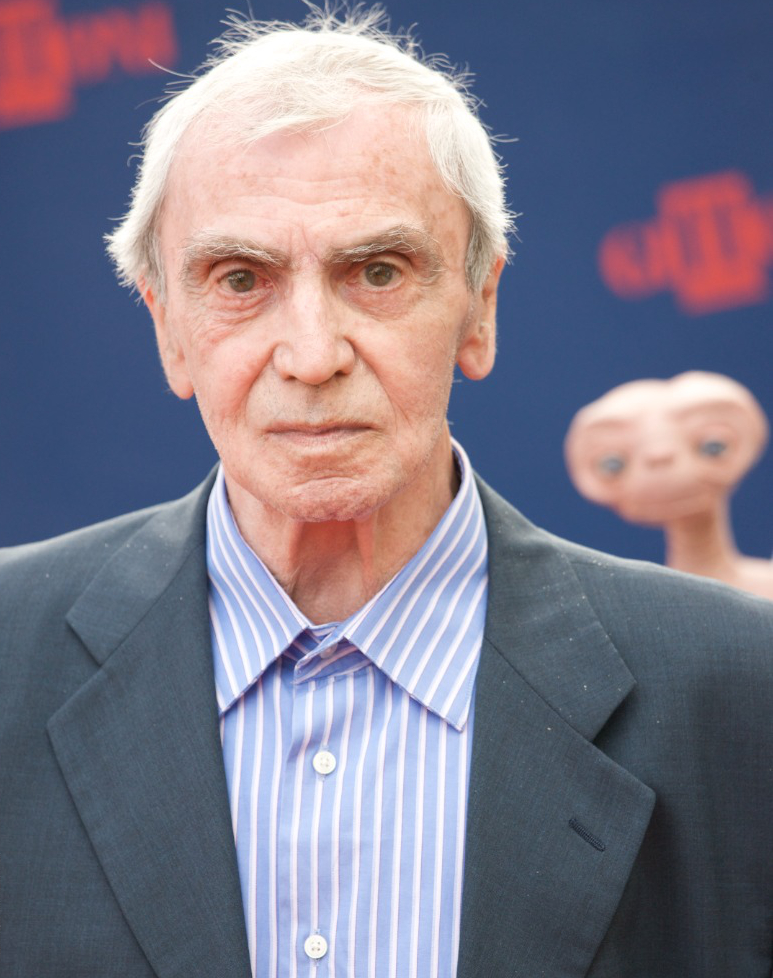
Carlo Rambaldi realizzò gli effetti speciali del film del 1976 e del suo sequel, vincendo per il primo film un Oscar ai migliori effetti speciali.

Nel remake del 1976 e il suo sequel del 1986, Kong è stato impersonato con un costume e un animatrone. Gli effetti speciali furono realizzati da Carlo Rambaldi, che per il primo film vinse il premio Oscar Special Achievement Award creando un animatrone alto 12 metri. Il robot gigante venne tuttavia usato in poche scene: nella maggior parte delle inquadrature in cui si vede il gorilla nella sua interezza, esso è impersonato dallo stunt-man Rick Baker con un costume, attore per il quale furono anche realizzate delle maschere in grado di esprimere le più comuni emozioni di King Kong. Rambaldi realizzò inoltre il braccio meccanico a grandezza naturale di King Kong usato per le riprese ravvicinate con Jessica Lange. Il doppiatore veterano Peter Cullen realizzò i versi mostruosi del gorilla gigante, il quale si infortunò gravemente nello sforzare la propria gola per produrre versi tanto potenti e inumani e arrivò a sputare sangue nella cabina di registrazione; tuttavia non fu inserito nei titoli di coda.
Nel remake del 2005, Kong è stato realizzato tramite motion capture. Per dare i movimenti in digitale al personaggio, l'attore britannico Andy Serkis ha utilizzato una tuta dotata di sensori che ne catturavano i movimenti e le espressioni per poi trasmetterle al computer dove venivano rielaborate. La tuta di Serkis era dotata di imbottiture extra per rendere la postura fisica di un gorilla, in particolare le braccia che dovevano essere più grandi delle gambe. L'imbottitura serviva anche a rendere difficoltoso per Andy stare in posizione bipede proprio come lo è per un vero gorilla. Per realizzare i versi del gigante sono stati utilizzati ruggiti di leoni e tigri riprodotti al contrario (nel film vi è anche un riferimento a questo: quando a Carl viene narrata la leggenda di una creatura mostruosa che vive sull'isola, appunto Kong, egli sostiene che deve trattarsi di un leone o di una tigre), ma la voce di Serkis è rimasta in sottofondo e nelle intenzioni del regista Peter Jackson rappresentava "l'umanità e lo spirito all'interno dell'apparente bestia feroce". Oltre a girare le scene con la tuta della motion capture, Serkis ha anche recitato sul set come riferimento per gli attori in carne e ossa indossando un costume da gorilla.
Tale tecnica è stata usata anche per la pellicola del 2017 Kong: Skull Island, in cui Kong è stato impersonato da Terry Notary.

## Accoglienza
La rivista Play Generation classificò King Kong come il secondo personaggio con il bicipite più pompato ed il secondo protagonista più gigantesco dei videogiochi usciti su PlayStation 2 tenendo conto della sua apparizione in Peter Jackson's King Kong: The Official Game of the Movie.

### Influenza culturale
King Kong è uno dei mostri cinematografici più celebri della storia del cinema, ed è stato oggetto di parodie e omaggi in numerosi film, serie e videogiochi. I film giapponesi Wasei Kingu Kongu (1933) e Edo ni arawareta Kingu Kongu (1938), oggi andati perduti, furono girati sulla via del suo successo, mentre la realizzazione de Il re dell'Africa (1949) ha ripreso la trama principale del primo film del 1933, avente stesso regista e produttore (ha anche avuto un remake intitolato Il grande Joe nel 1998). Il personaggio è anche apparso in Ready Player One (2018).
King Kong ha anche il influenzato il genere di film di mostri, portando alla realizzazione di pellicole simili o con la presenza di scimmie giganti, come Konga (1961, in cui uno scienziato conduce esperimenti su uno scimpanzé ingigantendolo, e questi comincia a distruggere Londra), Super Kong (A*P*E, conosciuto anche come New King Kong, 1976, film coreano-statunitense con un gorilla gigante che semina il panico in Corea dopo essere fuggito da una petroliera), Queen Kong (1976, un film parodia distribuito in Italia come La regina dei gorilla, e Il gigante dell'Himalaya (The Mighty Peking Man, 1977, riguardo ad un Bigfoot gigante).
Nel corso degli anni uscirono diversi film il cui titolo conteneva il nome di King Kong, pur non avendone a che fare. Il professional wrestler indiano Emile Czaja era noto con lo pseudonimo King Kong e ha recitato in due film intitolati King Kong (1962) e Tarzan and King Kong (1965), che appunto non vedevano la presenza del celebre gorilla gigante. Diversi film di kaijū furono distribuiti in Italia con un titolo che richiamasse King Kong: Kong, uragano sulla metropoli (1966, i cui personaggi principali sono due umanoidi giganti, Gaira e Sanda, quest'ultimo appunto chiamato in italiano Kong), Gli eredi di King Kong (1968, il cui protagonista è invece Godzilla), King Kong contro Godzilla (1969, dove il personaggio principale è invece Gamera), Kinkong - L'impero dei draghi (1970, il cui personaggio principale è nuovamente Gamera), e Distruggete Kong! La Terra è in pericolo! (1975, dove Kong in realtà è riferito a Titano-Kong). Il film italiano Eva la Venere selvaggia (1968) uscì nei paesi anglosassoni come Kong Island e King of Kong Island.

## Filmografia

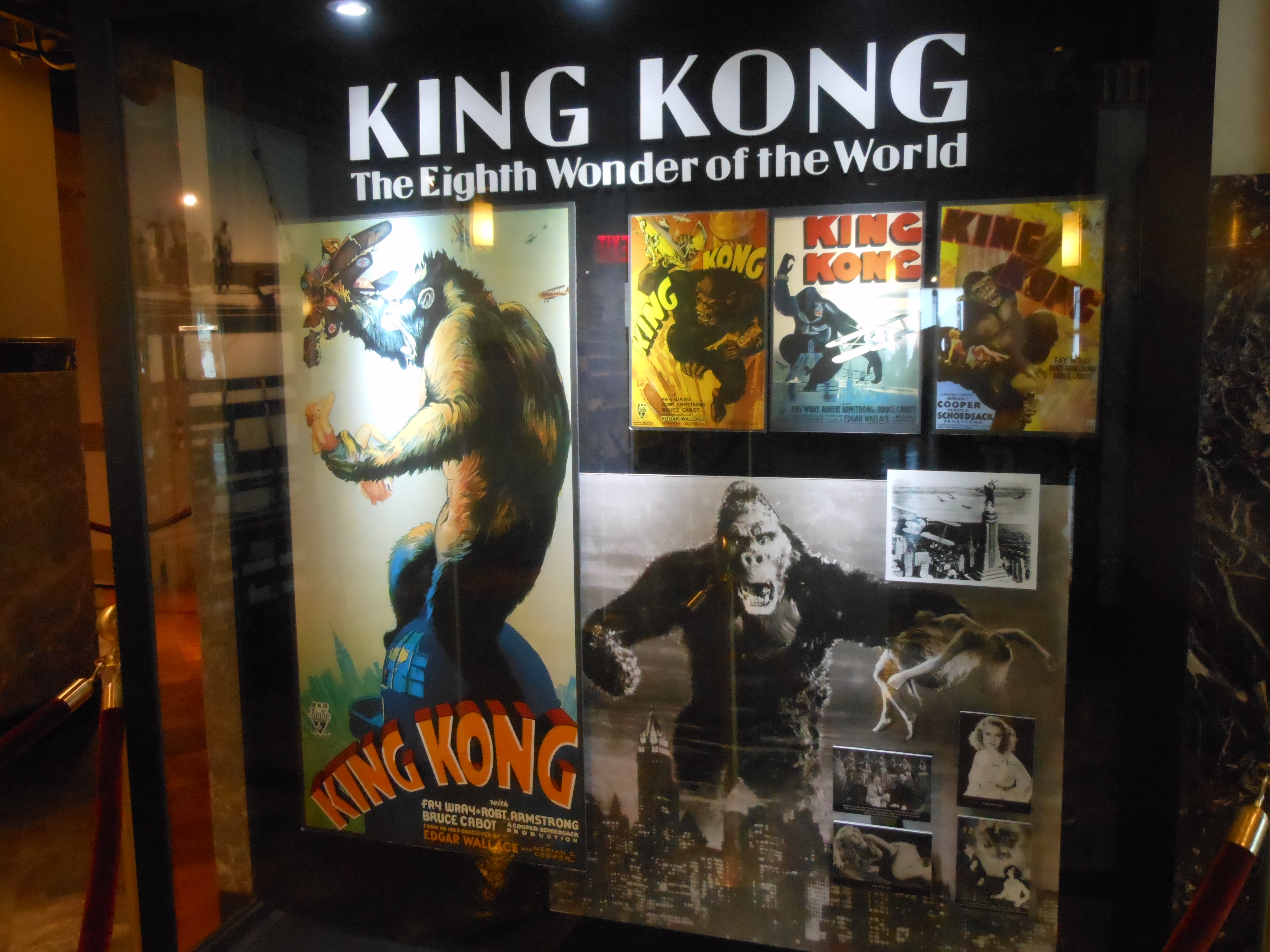
Locandine e foto di Kong nell'Empire State Building

### Principali
- King Kong, regia di Merian C. Cooper ed Ernest B. Schoedsack (1933)
- Il figlio di King Kong (The Son of Kong), regia di Ernest B. Schoedsack (1933)
- Il trionfo di King Kong (Kingu Kongu tai Gojira), regia di Ishirō Honda (1962)
- King Kong - Il gigante della foresta (Kingu Kongu no Gyakushū), regia di Ishiro Honda (1967)
- King Kong, regia di John Guillermin (1976)
- King Kong 2 (King Kong Lives), regia di John Guillermin (1986)
- King Kong, regia di Peter Jackson (2005)
- Kong: Skull Island, regia di Jordan Vogt-Roberts (2017)
- Godzilla vs. Kong, regia di Adam Wingard (2021)
- Godzilla e Kong - Il nuovo impero (Godzilla x Kong: The New Empire), regia di Adam Wingard (2024)

### Film animati
- Mighty Kong - L'invincibile King Kong (The Mighty Kong), regia di Art Scott (1998)
- Kong - Il re di Atlantis (Kong: King of Atlantis), regia di Patrick Archibald (2005)
- Kong - Ritorno alla giungla (Kong: Return to the Jungle), regia di Stuart Evans (2007)

### Serie televisive
- King Kong (1966)
- King Kong (2000)
- Kong - Re dei primati (2016)
- Skull Island (2023)

### Versione giapponese

#### Anni trenta

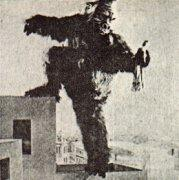
Una rara immagine del film perduto Wasei Kingu Kongu

La popolarità del personaggio poco dopo l'uscita del primo film americano portò alla produzione di due pellicole di produzione giapponese. Il primo film nipponico, Wasei Kingu Kongu, fu distribuito nel 1933. La trama è molto diversa: esso infatti era una commedia muta a 3 rulli che utilizzava il film del 1933 "King Kong" solo come sfondo alla storia; parlava di Santa, un giovane vagabondo squattrinato, che, per diventare ricco e sposare la sua fidanzata Omitsu, metteva su uno spettacolo su King Kong.
Il secondo film, Edo ni arawareta Kingu Kongu, invece uscì nel 1938 ed era ambientato nel medioevo, nell'antica città di Edo, e "King Kong" era il nome di una scimmia ammaestrata simile ad uno yeti.
I due film sopracitati non uscirono mai dal Giappone, e tutte le copie furono perdute a causa dei bombardamenti atomici statunitensi nel 1945.

#### Versione Toho

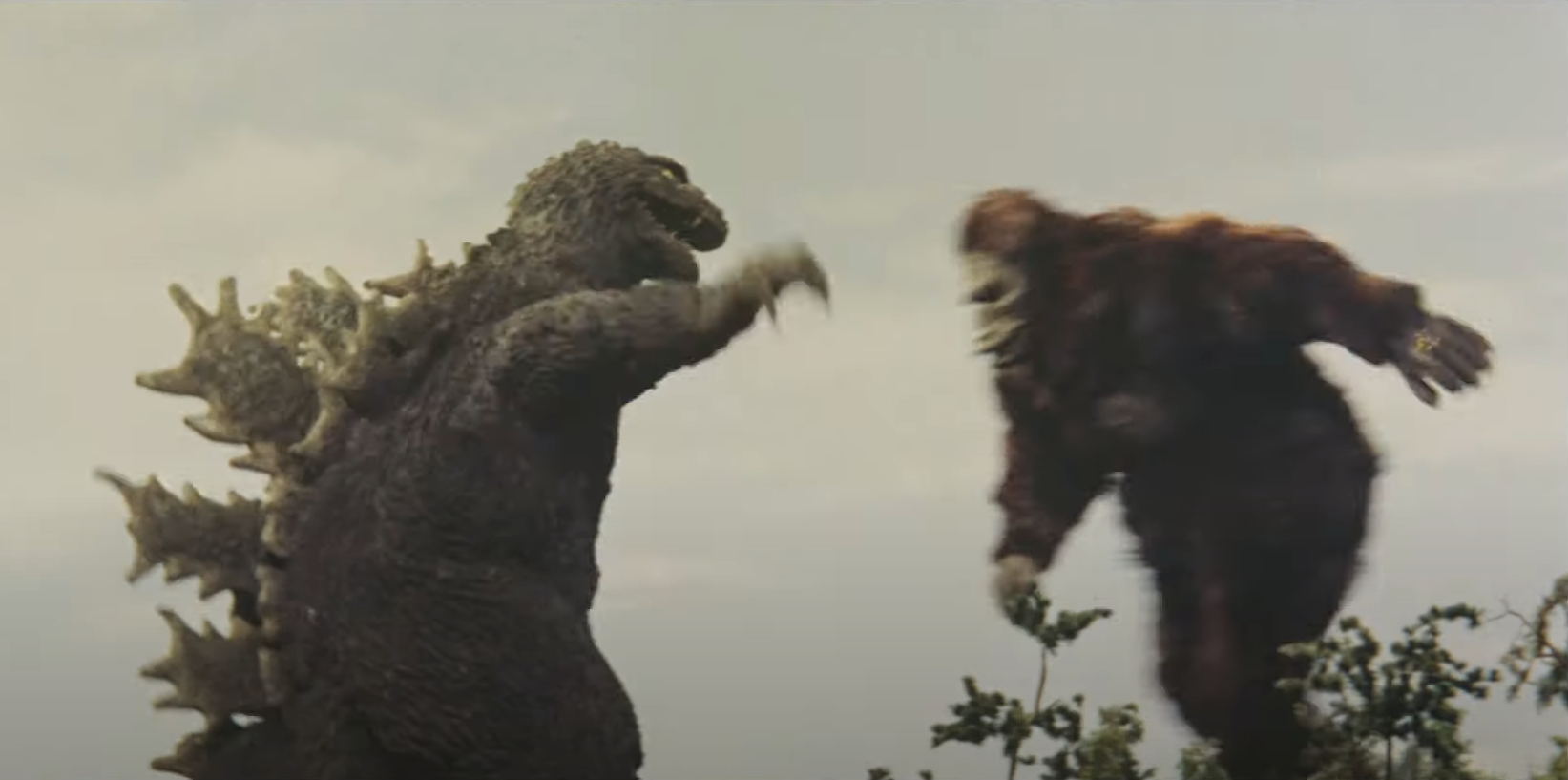
Kong affronta Godzilla nel film Il trionfo di King Kong (1962)

Un'altra versione nipponica del personaggio venne realizzata dalla compagnia cinematografica Toho e compare in due pellicole. In questa versione Kong è molto più imponente dell'originale, difatti è alto 45 metri e pesa 25.000 tonnellate. La sua maggiore dimensione viene giustificata dal fatto che il mostro si nutre di rare bacche anestetiche. La ragione di ciò è far raggiungere all'animale le dimensioni necessarie per affrontare Godzilla (nel film del 1933 non raggiunge i 10 metri contro i 50 del sauro atomico).
Nel film Il trionfo di King Kong, Kong viene catturato e portato a Tokyo da un'industria farmaceutica per usarlo come testimonial pubblicitario. Kong però scappa e si incontra con Godzilla, che nel frattempo si era risvegliato e aveva ricominciato a spargere il terrore nel Giappone. I due mostri si azzuffano dando vita a uno scontro furibondo che termina con la caduta di entrambi in mare. Kong tuttavia fuoriesce trionfante.
Nel film King Kong - Il gigante della foresta (dove Kong è alto il doppio dell'originale, cioè circa 20 metri, stando a quanto detto dal capitano Nelson, uno dei protagonisti del film) Kong viene portato al Polo Nord e ipnotizzato dal perfido Dottor Who per usarlo nella ricerca di un elemento atomico. Kong si ribella e fugge dal Giappone, dopo aver sconfitto Mechani-Kong (un clone robotico del gigantesco gorilla creato dal Dottor Who), Gorosaurus (un kaijū simile a un Tirannosauro) e un serpente marino.

## Altri media

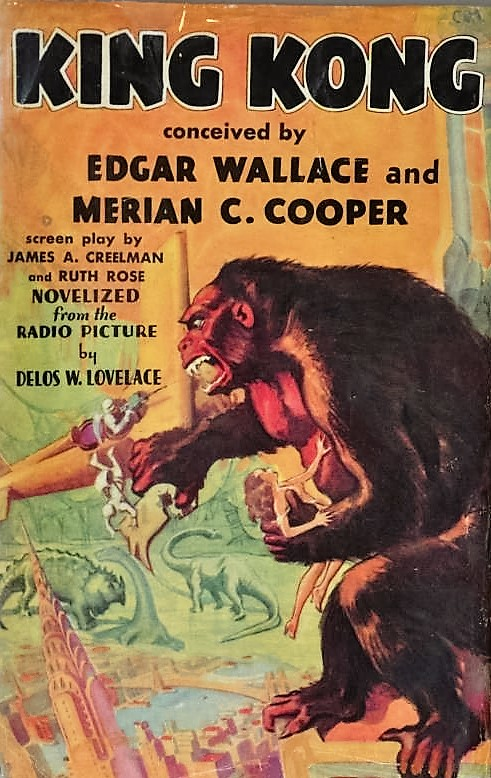
Copertina del romanzo omonimo, rilasciato due mesi prima dell'anteprima del film originale.

Nel 1932, pochi mesi prima dell'uscita del film originale, venne pubblicato un romanzo omonimo basato sul film e sulla sceneggiatura di Merian C. Cooper ed Edgar Wallace, scritto da Delos W. Lovelace. Nel 2005 uscì un secondo romanzo, basato sul remake di Peter Jackson e scritto da Christopher Golden.
Dal personaggio furono realizzate due serie televisive, entrambe trasmesse in Italia col titolo King Kong. La prima è The King Kong Show del 1966, serie per bambini di produzione giapponese e statunitense, in cui Kong fa amicizia con la famiglia Bond con il quale è coinvolto in varie avventure e peripezie, per salvare il mondo da mostri, robot, alieni, scienziati pazzi e altre minacce.
La seconda è Kong: The Animated Series del 2000, il cui protagonista è un clone di Kong, realizzato dalla dottoressa Jenkins sfruttando il suo DNA unito a quello del nipote Jason. Kong e i suoi nuovi compagni devono recuperare 13 pietre mistiche provenienti dalla sua isola, rubate dal malvagio Ramon De La Porta, causando la liberazione di demoni forti quanto Kong, guidati da Chiros. Per fermarli, Jason ricorrerà spesso allo speciale potere dei cyber-link, affinché lui e Kong possano fondersi e dare vita ad un furioso eroe combattente.
Oltre ad un gioco omonimo uscito per Atari 2600 basato sul primo film, dal film King Kong 2 furono ispirati due videogiochi (distribuiti solo in Giappone) chiamati King Kong 2: Ikari no Megaton Punch e King Kong 2: Yomigaeru Densetsu, entrambi sviluppati dalla Konami. Alcune settimane prima dell'uscita europea del film, fu pubblicato un videogioco ufficiale della Ubisoft, ispirato al film, chiamato Peter Jackson's King Kong: The Official Game of the Movie: il titolo fu uno dei più lunghi nella storia dei videogiochi.
Nel 1998 fu messa in commercio dalla Bowen Designs una statua di un'immaginaria fusione tra Kong e Godzilla, chiamata Kongzilla. Sulla scatola appaiono delle vignette che mostrano come tale creatura sia nata dalla fusione del DNA tra i due mostri da parte di uno scienziato.
Nel 2005 uscì anche una collana di giocattoli, basati sul film di Peter Jackson e distribuiti in Italia da Giochi Preziosi, tra cui tre pupazzi di Kong con grandezze diverse e delle action figure dedicate a lui, ai protagonisti e alle creature dell'Isola del Teschio.

### Libri
- King Kong (1932), romanzo di Delos W. Lovelace.
- King Kong (1977), romanzo basato sulla sceneggiatura del remake del 1976.
- King Kong (2005) romanzo di Christopher Golden, basato sulla sceneggiatura del remake di Peter Jackson.
- Kong's Kingdom (2005), libro per bambini di Julia Simon-Kerr, Peter Bollinger, Robert Papp.
- The Search for Kong (2005), libro per bambini di Catherine Hapka, Peter Bollinger, Robert Papp.
- Escape from Skull Island (2005), libro per bambini di Laura J. Burns, Melinda Metz.
- King Kong: The Junior Novel (2005), libro per bambini di Laura J. Burns, Melinda Metz.
- King Kong: The Island of the Skull (2005), prequel ufficiale del film del 2005, scritto da Matthew Costello.
- The World of Kong: A Natural History of Skull Island (2005), guida immaginaria su storia, flora e fauna dell'Isola del Teschio presentata nel remake del 2005 (Weta Workshop).
- The Making of King Kong: The Official Guide to the Motion Picture (2005), guida ufficiale del remake del 2005, opera di Jenny Wake.
- Merian C. Cooper's King Kong (2005), romanzo illustrato di Joe Devito e Brad Strickland, riscrittura del romanzo originale di Delos W. Lovelace con l'aggiunta di nuovi capitoli e una modernizzazione del linguaggio e dell'argomento paleontologico trattato nell'opera originale.
- Kong: King of Skull Island (2005), sequel illustrato di Merian C. Cooper's King Kong (autorizzato dal Merian C. Cooper's estate), opera di Joe DeVito e Brad Strickland, edito da Dark Horse Comics.
- Kong Reborn (2005), romanzo originale scritto da Russell Blackford, sequel del romanzo di Delos W. Lovelace.
- King Kong. La storia, i film, le foto, il mito (2012), libro di Roberto Chiesi.
- Doc Savage: Skull Island (2013), romanzo illustrato di Will Murray e Joe DeVito.
- King Kong Vs. Tarzan (2016), romanzo illustrato di Will Murray e Joe DeVito.
- King Kong Comes to Connecticut (2016), serie di libri per bambini, opera di Dr. Mc.
- Kong: Skull Island (2017), romanzo di Tim Lebbon, adattamento dell'omonimo film.
- The Art of Kong: Skull Island (2017), raccolta di concept art del film del 2017, opera di Simon Ward.
- Godzilla vs. Kong (2021), romanzo di Greg Keyes, adattamento dell'omonimo film.

### Fumetti
Nel corso del tempo, sono stati pubblicati numerosi adattamenti del personaggio da diverse case editrici.
- King Kong (1968), adattamento del romanzo del 1932, edito da Gold Key Comics.
- King Kong (1991-1992), adattamento in 6 numeri, opera di Don Simpson, edito da Monster Comics.
- King Kong: The 8th Wonder of the World (2005-2006), serie in 3 numeri, adattamento del film 2005, edito da Dark Horse Comics.
- Kong: King of Skull Island (2007), adattamento in 6 numeri dell'omonimo romanzo, edito da Markosia Comics.
- Kong of Skull Island (2016-2017), serie in 12 numeri, edito da Boom! Studios.
- Skull Island: The Birth of Kong (2017), serie in 4 numeri, prequel e sequel del film del 2017, edito da Legendary Comics.
- Kong: Gods of Skull Island (2017), edito nuovamente da Boom! Studios.
- Kong on the Planet of the Apes (2017-2018), serie in 6 numeri, edito da Boom! Studios.
- Kingdome Kong (2021), fumetto prequel del film Godzilla vs Kong e sequel del film Kong Skull Island.

### Videogiochi
- King Kong, gioco del 1982 per Atari 2600.
- King Kong 2: Ikari no Megaton Punch, gioco del 1986 ispirato a King Kong 2, uscito solo in Giappone.
- King Kong 2: Yomigaeru Densetsu, gioco del 1986 ispirato a King Kong 2, uscito solo in Giappone.
- Kong: King of Atlantis, gioco del 2005 per Game Boy Advance, tratto dalla serie animata del 2000.
- Peter Jackson's King Kong, gioco del 2005.
- Godzilla vs Kong: Alliance (2021) - Gioco per dispositivi mobile rilasciato dopo l'uscita del film Godzilla vs Kong del 2021.
- Skull Island: Rise of Kong (2023).